# Polnischer Fußballpokal 2019/20
Der Puchar Polski 2019/20 war die 66. Ausspielung des polnischen Pokalwettbewerbs. Er begann am 6. August 2019 mit den Vorrundenspielen und endete am 24. Juli 2020 mit dem Finale in der Arena Lublin in Lublin. Ursprünglich war das Finale am 2. Mai 2020 im PGE Narodowy in Warschau vorgesehen, aber wurde schließlich aufgrund der COVID-19-Pandemie nach Lublin verlegt. Titelverteidiger Lechia Gdańsk unterlag KS Cracovia im Finale mit 2:3 nach Verlängerung.

## Spieltermine

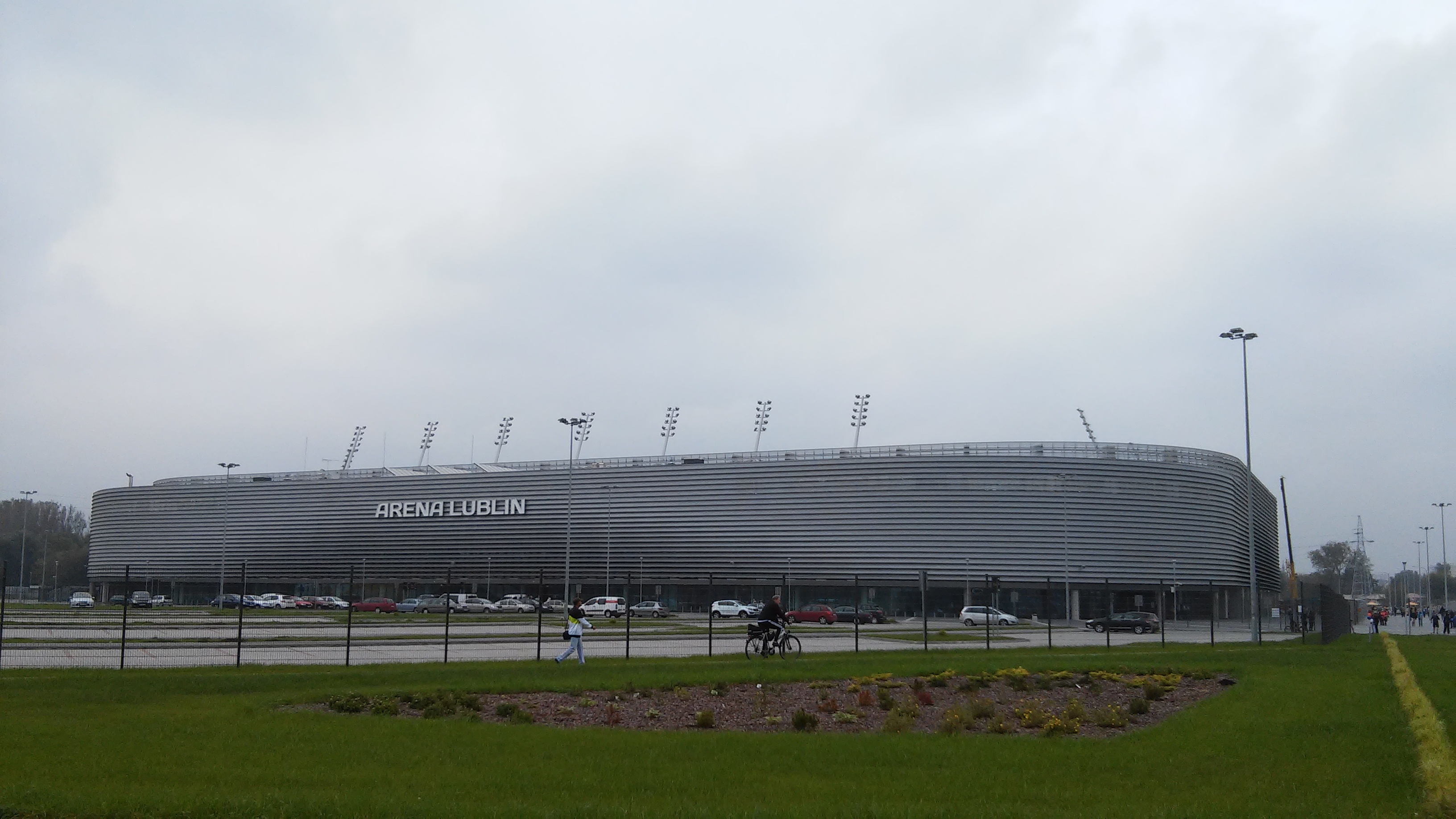
Das Stadion Arena Lublin in Lublin, Austragungsort des Finales am 24. Juli 2020

| Runde         | Datum                                     |
| ------------- | ----------------------------------------- |
| Vorrunde      | 6. und 7. August 2019                     |
| 1. Runde      | 24. bis 26. September 2019                |
| 2. Runde      | 29. bis 31. Oktober 2019                  |
| Achtelfinale  | 3. bis 5. Dezember 2019                   |
| Viertelfinale | 10. und 11. März und 26. und 27. Mai 2020 |
| Halbfinale    | 7. und 8. Juli 2020                       |
| Finale        | 24. Juli 2020                             |

## Teilnehmende Mannschaften
Für die Hauptrunde waren ursprünglich 68 Mannschaften qualifiziert, jedoch nach dem Rückzug von Rozwój Katowice von allen Wettbewerben in der Saison 2019/2020 wurden es schließlich 67 Mannschaften:
| Teilnahme ab 1. Runde | Teilnahme ab 1. Runde | Teilnahme ab 1. Runde | Teilnahme ab Vorrunde | Teilnahme ab 1. Runde |
| Ekstraklasa 2018/19 16 Vereine | 1. Liga 2018/19 18 Vereine | 2. Liga 2018/19 18 Vereine (Platz 1 – 10) | 2. Liga 2018/19 7 Vereine (Platz 11 – 18)                                                                                  | 16 regionale Pokalsieger der Woiwodschaften der Saison 2018/19 |
| Piast Gliwice Legia Warschau Lechia Gdańsk (TV) KS Cracovia Jagiellonia Białystok Zagłębie Lubin Pogoń Stettin Lech Posen Wisła Krakau Korona Kielce Górnik Zabrze Śląsk Wrocław Arka Gdynia Wisła Płock Miedź Legnica Zagłębie Sosnowiec | Raków Częstochowa ŁKS Łódź Stal Mielec Sandecja Nowy Sącz GKS 1962 Jastrzębie Podbeskidzie Bielsko-Biała GKS Tychy Bruk-Bet Termalica Nieciecza Puszcza Niepołomice Chojniczanka Chojnice Stomil Olsztyn Odra Opole Warta Poznań Chrobry Głogów Wigry Suwałki Bytovia Bytów GKS Katowice Garbarnia Kraków | Radomiak Radom Olimpia Grudziądz GKS Bełchatów Elana Toruń Widzew Łódź Pogoń Siedlce Stal Stalowa Wola Znicz Pruszków Górnik Łęczna CWKS Resovia | Skra Częstochowa Błękitni Stargard Olimpia Elbląg Gryf Wejherowo Siarka Tarnobrzeg ROW Rybnik Rozwój Katowice Ruch Chorzów | Concordia Elbląg (WN) Polonia Środa Wielkopolska (WP) KSZO Ostrowiec Świętokrzyski (SK) Stal Rzeszów (PK) Hutnik Kraków (MA) Chemik Bydgoszcz (KP) Stilon Gorzów Wielkopolski (LB) Chełmianka Chełm (LU) Unia Skierniewice (LD) Legia II Warschau (MZ) Zagłębie II Lubin (DS) Stal Brzeg (OP) Olimpia Zambrów (PD) Gryf Słupsk (PM) Rekord Bielsko-Biała (SL) Chemik Police (ZP) |

## Vorrunde
Die Spiele der Vorrunde fanden am 6. und 7. August 2019 mit den Mannschaften auf den Plätzen 11 bis 18 der 2. Liga 2018/19 statt.
|                   | Ergebnis       |                   |
| 6. August 2019    | 6. August 2019 | 6. August 2019    |
| ----------------- | -------------- | ----------------- |
| Błękitni Stargard | 3:0            | Rozwój Katowice   |
| Olimpia Elbląg    | 2:1            | ROW Rybnik        |
| 7. August 2019    |                |                   |
| Skra Częstochowa  | 1:2            | Ruch Chorzów      |
| Gryf Wejherowo    | 3:2            | Siarka Tarnobrzeg |

## 1. Runde
Die Spiele der 1. Runde fanden am 24., 25., und 26. September 2019 statt. Es nahmen die Gewinner der Vorrundenspiele teil. Hinzu kamen alle anderen Mannschaften, die 16 Vereine der Ekstraklasa, die 18 Vereine der 1. Liga, die Plätze 1 bis 10 der 2. Liga sowie die sechzehn regionalen Pokalsieger der Woiwodschaften.
|                              | Ergebnis            |                              |
| 24. September 2019           | 24. September 2019  | 24. September 2019           |
| ---------------------------- | ------------------- | ---------------------------- |
| Gryf Wejherowo               | 2:3                 | Lechia Gdańsk                |
| Ruch Chorzów                 | 3:3 n. V. 3:4 i. E. | OKS Stomil Olsztyn           |
| Zagłębie II Lubin            | 2:2 n. V. 1:3 i. E. | Miedź Legnica                |
| Legia II Warschau            | 2:0                 | Wigry Suwałki                |
| KSZO Ostrowiec Świętokrzyski | 1:3                 | Sandecja Nowy Sącz           |
| Widzew Łódź                  | 2:0                 | Śląsk Wrocław                |
| Stal Brzeg                   | 1:2                 | Olimpia Elbląg               |
| Stilon Gorzów Wielkopolski   | 5:1                 | Olimpia Zambrów              |
| Chrobry Głogów               | 0:2                 | Lech Posen                   |
| Korona Kielce                | 0:1                 | Zagłębie Lubin               |
| 25. September 2019           |                     |                              |
| Puszcza Niepołomice          | 0:2                 | Legia Warschau               |
| KS Cracovia                  | 4:2                 | Jagiellonia Białystok        |
| Pogoń Siedlce                | 1:0                 | Podbeskidzie Bielsko-Biała   |
| Chemik Police                | 0:4                 | Stal Stalowa Wola            |
| GKS 1962 Jastrzębie          | 1:0                 | Bruk-Bet Termalica Nieciecza |
| Rekord Bielsko-Biała         | 2:1                 | Concordia Elbląg             |
| Elana Toruń                  | 1:2                 | Radomiak Radom               |
| Chełmianka Chełm             | 3:3 n. V. 5:4 i. E. | Znicz Pruszków               |
| Błękitni Stargard            | 2:1                 | Wisła Krakau                 |
| Chojniczanka Chojnice        | 0:1                 | Raków Częstochowa            |
| Stal Rzeszów                 | 0:1                 | Pogoń Stettin                |
| GKS Katowice                 | 0:0 n. V. 5:3 i. E. | Warta Poznań                 |
| Gryf Słupsk                  | 1:3                 | Górnik Łęczna                |
| Hutnik Kraków                | 2:3 n. V.           | CWKS Resovia                 |
| Chemik Bydgoszcz             | 0:1                 | Wisła Płock                  |
| GKS Bełchatów                | 0:2                 | GKS Tychy                    |
| Garbarnia Kraków             | 1:2                 | Bytovia Bytów                |
| Polonia Środa Wielkopolska   | 0:6                 | Górnik Zabrze                |
| Olimpia Grudziądz            | 0:3                 | FKS Stal Mielec              |
| 26. September 2019           |                     |                              |
| Unia Skierniewice            | 1:5 n. V.           | Piast Gliwice                |
| Odra Opole                   | 1:0                 | Arka Gdynia                  |
| Zagłębie Sosnowiec           | 0:3                 | ŁKS Łódź                     |

## 2. Runde
|                            | Ergebnis            |                     |
| 29. Oktober 2019           | 29. Oktober 2019    | 29. Oktober 2019    |
| -------------------------- | ------------------- | ------------------- |
| Rekord Bielsko-Biała       | 0:2                 | Górnik Łęczna       |
| Stilon Gorzów Wielkopolski | 1:5                 | Zagłębie Lubin      |
| Radomiak Radom             | 1:2                 | GKS Tychy           |
| CWKS Resovia               | 0:4                 | Lech Posen          |
| Błękitni Stargard          | 3:0                 | Sandecja Nowy Sącz  |
| Bytovia Bytów              | 2:3 n. V.           | KS Cracovia         |
| Miedź Legnica              | 1:0 n. V.           | GKS 1962 Jastrzębie |
| ŁKS Łódź                   | 2:0                 | Górnik Zabrze       |
| 30. Oktober 2019           |                     |                     |
| Widzew Łódź                | 2:3                 | Legia Warschau      |
| Legia II Warschau          | 1:0                 | Odra Opole          |
| Pogoń Siedlce              | 0:4                 | Piast Gliwice       |
| Chełmianka Chełm           | 0:2                 | Lechia Gdańsk       |
| FKS Stal Mielec            | 2:0                 | Pogoń Stettin       |
| Stal Stalowa Wola          | 1:1 n. V. 4:3 i. E. | GKS Katowice        |
| Olimpia Elbląg             | 0:4                 | Raków Częstochowa   |
| 31. Oktober 2019           |                     |                     |
| OKS Stomil Olsztyn         | 0:0 n. V. 4:1 i. E. | Wisła Płock         |

## Achtelfinale
|                   | Ergebnis            |                    |
| 3. Dezember 2019  | 3. Dezember 2019    | 3. Dezember 2019   |
| ----------------- | ------------------- | ------------------ |
| Legia II Warschau | 0:2                 | Piast Gliwice      |
| Górnik Łęczna     | 0:2                 | Legia Warschau     |
| 4. Dezember 2019  |                     |                    |
| Stal Stalowa Wola | 0:2                 | Lech Posen         |
| Lechia Gdańsk     | 3:2                 | Zagłębie Lubin     |
| GKS Tychy         | 2:0                 | ŁKS Łódź           |
| 5. Dezember 2019  |                     |                    |
| KS Cracovia       | 0:0 n. V. 4:1 i. E. | Raków Częstochowa  |
| Błękitni Stargard | 1:2                 | FKS Stal Mielec    |
| Miedź Legnica     | 1:1 n. V. 4:3 i. E. | OKS Stomil Olsztyn |

## Viertelfinale
|                 | Ergebnis      |                |
| 10. März 2020   | 10. März 2020 | 10. März 2020  |
| --------------- | ------------- | -------------- |
| GKS Tychy       | 1:2 n. V.     | KS Cracovia    |
| 11. März 2020   |               |                |
| Lechia Gdańsk   | 2:1           | Piast Gliwice  |
| 26. Mai 2020    |               |                |
| Miedź Legnica   | 1:2           | Legia Warschau |
| 27. Mai 2020    |               |                |
| FKS Stal Mielec | 1:3           | Lech Posen     |

## Halbfinale
|              | Ergebnis            |                |
| 7. Juli 2020 | 7. Juli 2020        | 7. Juli 2020   |
| ------------ | ------------------- | -------------- |
| KS Cracovia  | 3:0                 | Legia Warschau |
| 8. Juli 2020 |                     |                |
| Lech Posen   | 1:1 n. V. 3:4 i. E. | Lechia Gdańsk  |

## Finale
| KS Cracovia                                 | KS Cracovia | Lechia Gdańsk | Lechia Gdańsk |
| ------------------------------------------- | --- | --- | ------------- |
| KS Cracovia                                 | \| 24. Juli 2020 in Lublin (Arena Lublin) \| \| Ergebnis: 3:2 n. V. (2:2, 0:1)[2] \| \| Zuschauer: 3.500[3] \| \| Schiedsrichter: Paweł Raczkowski (Warschau) \| | \| 24. Juli 2020 in Lublin (Arena Lublin) \| \| Ergebnis: 3:2 n. V. (2:2, 0:1)[2] \| \| Zuschauer: 3.500[3] \| \| Schiedsrichter: Paweł Raczkowski (Warschau) \| | Lechia Gdańsk |
| KS Cracovia                                 | Lukas Hrosso – Cornel Râpă, Michał Helik, David Jablonsky, Kamil Pestka – Mateusz Wdowiak, Pelle van Amersfoort, Florian Loshaj (113. Milan Dimun), Ivan Fiolić (120. Ołeksij Dytiatjew), Sergiu Hanca (119. Michal Siplak) – Rafael Lopes (82. Tomas Vestenicky) Cheftrainer: Michał Probierz | Zlatan Alomerović – Karol Fila, Michał Nalepa, Mario Maloča, Rafał Pietrzak (53. Conrado) – Omran Haydary (83. Patryk Lipski), Jarosław Kubicki, Tomasz Makowski, Maciej Gajos (71. Łukasz Zwoliński), Zarko Udovicić – Flavio Paixao (107. Egzon Kryeziu) Cheftrainer: Piotr Stokowiec | Lechia Gdańsk |
| KS Cracovia                                 | 1:1 Pelle van Amersfoort (65.) 2:2 David Jablonsky (88.) 3:2 Mateusz Wdowiak (116.) | 0:1 Omran Haydary (21.) 1:2 Patryk Lipski (85.) | Lechia Gdańsk |
| KS Cracovia                                 | Mateusz Wdowiak (62.), Kamil Pestka (90.+6') | Jarosław Kubicki (33.), Michał Nalepa (37.), Zlatan Alomerović (54.), Patryk Lipski (86.), Conrado (90.+8') | Lechia Gdańsk |
| KS Cracovia                                 | Mario Maloca (81.) | | Lechia Gdańsk |
| 24. Juli 2020 in Lublin (Arena Lublin)      | | |               |
| Ergebnis: 3:2 n. V. (2:2, 0:1)              | | |               |
| Zuschauer: 3.500                            | | |               |
| Schiedsrichter: Paweł Raczkowski (Warschau) | | |               |